# دجاير
دجاير هو لاعب كرة قدم برازيلي في مركز الوسط، ولد في 10 فبراير 1991 في بارريتوس في البرازيل. لعب مع جمعية أرابيراكا الرياضية ونادي جوينفيل ونادي سكندربيو كورتشه ونادي كوريتيبا.

## وصلات خارجية
- دجاير على موقع قاعدة بيانات كرة القدم.إي يو (الإنجليزية)
- دجاير على موقع ليكيب (الفرنسية)
- دجاير على موقع Soccerway.com (الإنجليزية)
- دجاير على موقع عالم كرة القدم.نت (الإنجليزية)